# Порфир'єв Володимир Борисович

Порфир'єв Володимир Борисович (*26 червня (8 липня) 1899, Вятка — †30 січня 1982, Київ) — український радянський геолог, академік АН УРСР з 1957 року.

## Життєпис
Закінчив Ленінградський гірничий інститут у 1926 році, працював у Геологічному комітеті, з 1929 — у Нафтовому науково-дослідному інституті в Ленінграді. В 1938—1941 і 1944—1950 — науковий співробітник Інституту геологічних наук АН УРСР (з 1945 — Львів. філіалу цього інституту). В 1951—63 — директор Інституту геології корисних копалин АН УРСР. З 1963 працював у Інституті геологічних наук АН УРСР — в 1963—1968 — директор, з 1968 — завідувач відділу. Провадив геологічні дослідження у нафтових районах Середньої Азії та Закавказзя, вивчав нафтоносність України, зокрема Дніпровсько-Донецької западини, Карпат і Прикарпаття. Наукові праці — з питань геології і геохімії горючих корисних копалин. Порфир'єв — автор гіпотези походження нафти й теорії походження озокериту. Розробив узагальнену теорію утворення різних видів викопного вугілля. Обґрунтував практичне використання менілітових сланців. Нагороджений орденами Леніна, Жовтневої Революції і Трудового Червоного Прапора. Державна премія УРСР, 1971. Премія імені В. І. Вернадського АН УРСР, 1980.